# Alsip
Alsip é uma aldeia localizada no estado americano de Illinois, no Condado de Cook.

## Demografia
Segundo o censo americano de 2000, a sua população era de 19.725 habitantes.
Em 2006, foi estimada uma população de 18.940, um decréscimo de 785 (-4.0%).

## Geografia
De acordo com o United States Census Bureau tem uma área de 16,9 km², dos quais 16,5 km² cobertos por terra e 0,4 km² cobertos por água.

## Localidades na vizinhança
O diagrama seguinte representa as localidades num raio de 8 km ao redor de Alsip. 